# باتون (فلم)
باتون (بالإنجليزية: Patton) فيلم دراما حرب أمريكي من إنتاج عام 1970 يتناول قصة القائد العسكري الأمريكي جورج باتون خلال الحرب العالمية الثانية. حقق الفيلم نجاحًا ملحوظًا وحاز 7 جوائز أوسكار من أصل 10 لأفضل فيلم وأفضل إخراج، وأفضل ممثل بدور رئيس لجورج سي سكوت الذي رفض استلام الجائزة معتبرًا ان صناعة التمثيل لا منافسة فيها منتقدًا الجائزة وأسلوب التصويت فيها. في عام 2003 وصفت مكتبة الكونغرس الفيلم بأنه «مهم من الناحية الثقافية والتاريخية والجمالية» واختير للحفظ في السجل الوطني للأفلام.

## الروابط الخارجية
- مقالات تستعمل روابط فنية بلا صلة مع ويكي بيانات